# Distrikt Ignacio Escudero
Der Distrikt Ignacio Escudero liegt in der Provinz Sullana der Region Piura in Nordwest-Peru. Der Distrikt wurde am 10. September 1965 gegründet. Benannt wurde der Distrikt nach Ignacio Escudero y Valdivieso (1820–1866), einem peruanischen Politiker, der 1855 an der Nationalversammlung von Peru teilnahm. Der Distrikt hat eine Fläche von 188 km². Beim Zensus 2017 lebten 20.423 Einwohner im Distrikt. Im Jahr 1993 betrug die Einwohnerzahl 14.175, im Jahr 2007 17.862. Verwaltungssitz ist die 35 m hoch gelegene Kleinstadt San Jacinto mit 8982 Einwohnern (Stand 2017). San Jacinto liegt nördlich des nach Westen strömenden Río Chira, etwa 20 km westnordwestlich der Provinzhauptstadt Sullana. Die Nationalstraße 1N (Panamericana) von Sullana nach Tumbes führt durch den Distrikt und an San Jacinto vorbei.

## Geographische Lage
Der Distrikt Ignacio Escudero liegt im Westen der Provinz Sullana. Er hat eine Längsausdehnung in Nord-Süd-Richtung von etwa 17 km sowie eine maximale Breite von etwa 14 km. Der Río Chira verläuft entlang der südlichen Distriktgrenze nach Westen. Entlang dem Flusslauf wird bewässerte Landwirtschaft betrieben. Dort befinden sich auch die Siedlungsgebiete im Distrikt. In der Nordhälfte des Distrikts herrscht Wüstenvegetation vor.
Der Distrikt Ignacio Escudero grenzt im Westen an den Distrikt Tamarindo (Provinz Paita), im Norden an den Distrikt La Brea (Provinz Talara), im Osten an den Distrikt Marcavelica sowie im Süden an den Distrikt La Huaca (Provinz Paita).